# Ivica Percl
Ivica Percl (Zagreb, 1. siječnja 1945. – Zagreb, 16. ožujka 2007.), bio je hrvatski šansonijer, skladatelj, pjesnik, karikaturist, slikar. Bio je jedan od posljednjih trubadura hrvatske šansone. 
Na glazbeni put krenuo je kao gitarist legendarne zagrebačke rock skupine Roboti. Popularnost je stekao sredinom šezdesetih godina kao samostalni pjevač i gitarist. Tada dobiva titulu prvoga protestnog pjevača kod nas. Potkraj šezdesetih i u sedamdesetim godinama sve se više posvećuje skladanju i pisanju šansona. Jedan je od najdosljednijih tumača i interpreta brojnih hrvatskih pjesnika. Vjerno njegujući pjesničku riječ niz desetljeća, ostat će zapamćen po skladbama na stihove Zvonimira Goloba, Dobriše Cesarića, Antuna Šoljana, Tina Ujevića, Dragutina Tadijanovića i Željka Sabola. Uglazbio je gotovo tristo pjesama na stihove devedesetorice hrvatskih pjesnika i tekstopisaca, ali i manje poznatih kao što je Mile Prpa.
Presudan za njegovu karijeru bio je ipak susret 1966. godine s pjesnikom Zvonimirom Golobom. Pjevao je njegove "Huligane", na glazbu Nikice Kalogjere, na Zagrebačkom festivalu šansona 1967. godine. Najveći uspjeh doživio je 1968. godine na Večeri šansona – Zagreb `68, kada je nastupio sa šansonom u vlastitoj obradi "Stari Pjer" autora Đorđa Novkovića, u aranžmanu Nikice Kalogjere. 
U vrijeme najvećih uspjeha objavljene su mu brojne singl ploče, ali u zreloj karijeri izdao je svega tri albuma: "Ivan Ivica Percl – 30 godina Starog Pjera" (Croatia Records, 1998.), u povodu tridesetogodišnjice "Starog Pjera", zatim "Da se ne zaboravi – 13 godina poslije" (Alineja, 2004.), s ratnim, domoljubnim i protestnim šansonama i napokon, live album sa snimkom solističkog koncerta u Satiričkom kazalištu Kerempuh u Zagrebu održanog 13. studenoga 2001. u povodu 35. godišnjice skladateljsko-šansonijerskog rada i četrdeset godina bavljenja glazbom, naslova "U Zagrebu, sa Zagrebom, za Zagreb" (Cantus, 2007.), objavljen neposredno uoči njegove smrti. 
Tijekom 1991. obilazio je ratišta i izvodio šansone za postrojbe Hrvatske vojske. Tih ratnih godina skladao je niz antiratnih i protestnih šansona na tekstove brojnih pjesnika i prijatelja. 
Bio je član predsjedništva Hrvatskog društva skladatelja. Vodio je i organizirao Glazbenu tribinu tog društva. Odlikovan je ordenom Danice hrvatske s likom Marka Marulića za zasluge u kulturi. Dobio je i visoko priznanje Obrane grada Zagreba za zasluge u Domovinskom ratu.
Bavio se i slikarstvom te izradom karikatura.
Kako je to rekla autorica Nada Vrkljan-Križić, "... sve do kraja – skroman i povučen kakav je već bio, Percl je bio ozbiljan i usredotočen promatrač i komentator vremena u kojem je živio, svjedok običnosti svakodnevnoga života i malih ljudskih sudbina."